# Hjärntryffel
Hjärntryffel (Hydnotrya cerebriformis) är en svampart som först beskrevs av Tul. & C. Tul., och fick sitt nu gällande namn av Harkn. 1889. Hydnotrya cerebriformis ingår i släktet Hydnotrya och familjen Discinaceae.   Inga underarter finns listade i Catalogue of Life.
I den svenska databasen Dyntaxa används istället namnet Hydnobolites cerebriformis för samma taxon.  Arten är reproducerande i Sverige.